# Rafael Fortún
Rafael Fortún Chacón (Camagüey, 5 de agosto de 1919-22 de junio de 1982) fue un atleta cubano. Durante su carrera deportiva ostentó dos medallas de oro en Juegos Panamericanos y dos participaciones en Juegos Olímpicos.

## Biografía
Los primeros pasos en la vida deportiva de Rafael Fortún fueron en el béisbol, cuando corría la década de los años 1930. En este deporte llegó a demostrar soltura al correr las bases, aparte de su buen movimiento en los jardines. Pero la oportunidad de darse a conocer en el atletismo sucedió cuando compitió en el Club Ferroviario de Camagüey en el festival deportivo organizado por la Hermandad de Jóvenes Cubanos en 1938. Su especialidad favorita era el salto de altura, pero bajo la influencia del profesor de Educación Física Gustavo Tomeu se pasó a las carreras de velocidad en las que obtuvo una marca de 10,5 s en los 100 m durante una reunión de atletismo en Santiago de Cuba. Se dice que sus entrenamientos los realizaba descalzo, hasta que el sacerdote Pedro Jaime Massaguer le obsequió sus primeras zapatillas de carrera.
Para 1940 Fortún alcanzó su primer triunfo relevante en los 100 m en el Memorial Barrientos con registro de 11,11 s. Para 1941 obtuvo el grado de Bachiller y años después, ante la cercanía de los V Juegos Centroamericanos y del Caribe de Barranquilla, fue apoyado con un trabajo a medio tiempo en La Habana en el Ministerio de Obras Públicas, por lo que sus entrenamientos los realizaría por la tarde. 
En Colombia, se alzó con dos medallas doradas en las pruebas de 100 m y 200 m con marcas de 10,4 s y 21,6 s respectivamente, más una presea plateada en la carrera de relevos 4 x 100 m.
Para 1948, el cubano formó parte del equipo olímpico cubano que asistió a los Juegos Olímpicos de Londres. Se convertía así en el tercer atleta de su país en participar en dicho evento, siendo los anteriores Félix «El Andarín»  Carvajal, en San Luis 1904 y José «Pepe» Barrientos, en Ámsterdam 1928. Sin embargo, tanto en los 100 m como en los 200 m  quedó en la etapa de semifinales habiendo marcado 10,7 s, y 22,1 s respectivamente.
El siguiente desafío internacional ocurrió en los VI Juegos Centroamericanos y del Caribe de la Ciudad de Guatemala de 1950, donde únicamente pudo defender con éxito a nivel individual el título de los 100 m con registro de 10.3 s, mientras que llegó segundo en los 200 m con tiempo de 21,2 s. Por el contrario, en el relevo de los 4 × 100 m se alzó con el metal dorado con el equipo cubano haciendo un registro de 41,5 s.
El año 1951 marcó el inicio de la primera edición de los Juegos Panamericanos, que tuvo su sede en Buenos Aires. Allí asistió con 31 años de edad para encarar las pruebas de velocidad, donde tendría como su principal rival al jamaicano Herb McKenley, medallista de plata en Londres 1948, y quien le había superado en la final de los 200 m en los Juegos Centroamericanos y del Caribe de Guatemala. Sin embargo, Fortún se convirtió en el primer campeón panamericano de los 100 m y 200 m con marcas de 10,6 s y 21,3 s; mientras que en el relevo de 4 × 100 m nuevamente tuvo que conformarse con la presea plateada.

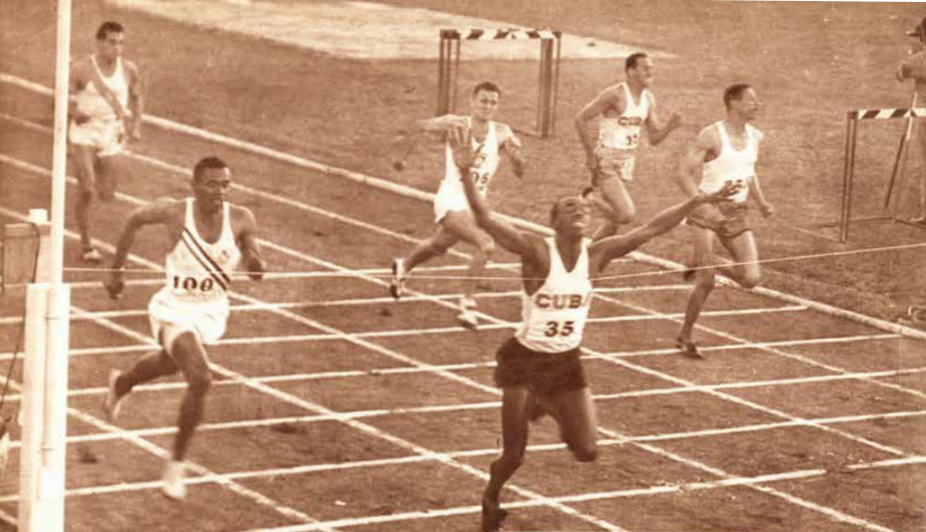
El atleta cubano Rafael Fortún Chacón triunfa en la carrera de los 200 metros llanos en los Juegos Panamericanos de 1951

Al regresar a Cuba, se enteró de la reducción de la planilla donde trabajaba, lo que significó la pérdida de una importante fuente de ingresos, por lo que pensó establecerse en Puerto Rico donde se le ofrecía mejores oportunidades. Pese a las circunstancias adversas, no interrumpió sus entrenamientos, y además se hizo acreedor de la solidaridad de sus compatriotas que hicieron una colecta para comprarle una casa a sus padres, por lo que las autoridades de gobierno, ante la entrañable muestra popular, decidieron restituirle en su trabajo ya con un mejor puesto.
Fortún logró competir en los Juegos Olímpicos de Helsinki 1952, donde alcanzó las semifinales de los 100 m (10,7 s), 200 m (21,1 s) y relevo 4 x 400 m. Para los Juegos Centroamericanos y del Caribe de 1954 de la Ciudad de México, repitió por tercera vez consecutiva la medalla de oro en los 100 m con registro de 10,5 s y en el relevo 4 x 100 m obtuvo la presea de plata. Para los Juegos Panamericanos de 1955, también organizados en la Ciudad de México, y con 35 años de edad, llegó a la final de los 100 m, donde se ubicó quinto con marca de 10,6 s.  
Ese mismo año se retiró de las competiciones atléticas, y con su título de profesor de educación física se desempeñó como entrenador y juez, aparte que transmitió sus conocimientos a los futuros atletas, entre ellos Alberto Juantorena. Cuando formaba parte del comité organizador de los XVI Juegos Centroamericanos y del Caribe en La Habana, en los que también había sido elegido para encender el pebetero, falleció víctima de cáncer el 22 de junio de 1982. Como reconocimiento póstumo a su carrera, fue nombrado uno de los 100 mejores deportistas de Cuba del siglo XX.